# Jean Damascène Ntawukuriryayo
Jean-Damascène Ntawukuriryayo (Runyinya, 8 d'agost de 1961) és un polític ruandès que va servir com a president del Senat de Ruanda de 2011 a 2014. També va ser Ministre de Salut i també vicepresident de la Cambra de Diputats de Ruanda. Ntawukuriryayo va participar en les eleccions presidencials ruandeses de 2010, on va fracassar (obtenint el 5% dels vots) i Paul Kagame va ser reelegit amb més del 90% dels vots.
Ntawukuriryayo va obtenir un B.A. en farmàcia de la Universitat Nacional de Ruanda i un Ph.D. en tecnologia farmacèutica de la Universitat de Gant, Flandes. De 1997 a 1999 va ser vicerector d'administració i finances de la Universitat Nacional de Ruanda. Va ser nomenat ministre d'Estat encarregat d'Educació Superior i Investigació Científica el 1999.
En novembre de 2002 Ntawukuriryayo va ser nomenat ministre d'Infraestructures. Va ser Ministre d'Estat per a l'Educació Superior. El 28 de setembre de 2004, va ser nomenat Ministre de Salut. Durant el seu mandat en aquest càrrec, va ampliar el sistema de seguretat social per cobrir més del 80% de la població. El 2008 va ser elegit vicepresident de l'Assemblea nacional ruandesa.
Com a candidat presidencial al Partit Socialdemòcrata (PSD) en 2010, Ntawukuriryayo es va comprometre a desenvolupar el turisme, afegir valor als productes exportats a la República Democràtica del Congo, lluita contra l'erosió del sòl, millorar els rendiments del plataner i construir carreteres. La seva plataforma era molt semblant a la del titular Paul Kagame, i va fer que alguns diguessin que era un estrep per al president. En les eleccions, Kagame va obtenir el 93% dels vots i Ntawukuriryayo va quedar segon amb el 4,9%.
El 10 d'octubre de 2011 fou elegit president del Senat de Ruanda. Després d'acusacions d'abús de càrrecs i al·legant motius personals, Ntawukuriryayo va dimitir com a president del Senat el 17 de setembre de 2014.